# 稜鏡計畫

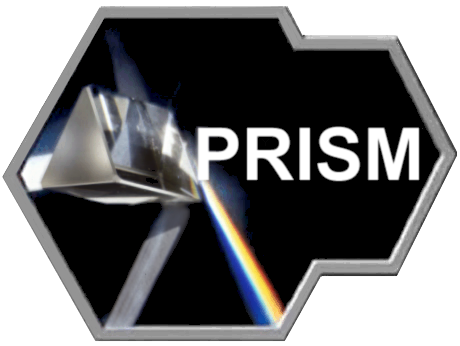
PRISM計劃的標誌

稜鏡計劃（英語：PRISM）是一项由美国国家安全局（NSA）自2007年开始实施的绝密级网络监控監聽計劃。該計劃的正式名稱為「US-984XN」。
根據報導，泄露的文件中描述PRISM計劃能夠對即時通訊和既存資料進行深度的監聽。許可的監聽對象包括任何在美國以外地區使用參與計劃公司服務的客戶，或是任何與國外人士通信的美國公民。國家安全局在PRISM計劃中可以獲得電子郵件、視訊和語音交谈、影片、照片、VoIP交談內容、檔案傳輸、登入通知的数据，以及社群網路細節，並透過各種聯網裝置，如智慧型手機、電子式手錶等各式聯網裝置對特定目標進行攻擊。綜合情報文件《总统每日简报》中在2012年中的1,477個計劃裡使用了來自稜鏡計劃的資料。
关于PRISM的报道，是在美國政府持續秘密要求威訊向國家安全局提供所有客戶每日電話記錄的消息曝光後不久出现的。洩露這些絕密文件的是國家安全局合約外包商員工愛德華·斯諾登，於2013年6月6日在英国《衛報》和美国《華盛頓郵報》公開。

## 历史
PRISM的前身是小布什任內在九一一事件后的恐怖分子监听計劃。在當時這個計劃曾遭到广泛批评，且其合法性因未经過外国情报监控法庭（Foreign Intelligence Surveillance Court）批准而受到质疑，但之後的PRISM則得到了该法庭的授权令。在奥巴马任内，国家安全局持續运作PRISM。
PRISM計劃在2013年6月3日首次被《华盛顿邮报》和《卫报》對外揭露；两家媒体取得了與PRISM有關的秘密文档。这些文档指出，数家科技公司参与了PRISM計劃，包括（按加入项目的时间）微軟（2007年）、雅虎（2008年）、Google（2009年）、Facebook（2009年）、Paltalk（2009年）、YouTube（2010年）、Skype（2011年）、（2011年）以及蘋果公司（2012年）。此外，Dropbox也被指控「即将加入」這項計劃。
在泄露的秘密文档內的一页幻灯片中，顯示了两种数据来源：Upstream（另一个监听项目的代号）和PRISM。“Upstream”项目在承载互联网骨干通信内容的光缆上安装分光镜，复制其通信内容；PRISM则是从上述美国服务提供商的服务器直接進行收集。
PRISM讓情报机构能对实时通信和存储在服务器上的信息进行深入监视。任何使用上述服務商的美國境外客戶及與國外人士通信的美国公民都是该計劃允許的監聽对象。国家安全局经由PRISM获得的数据包括电子邮件、视訊和语音交谈、视訊、照片、VoIP通话、文件传输、和社交网络上的詳細資訊。其中98%的PRISM結果是基于來自雅虎、Google和微軟提供的数据。2012年間的《总统每日简报》內共引用了1,477项來自PRISM的数据。
PRISM的年度花費约為2000萬美元。
愛德華·斯諾登洩露出的簡報投影片，展示了PRISM的架构和工作流程。

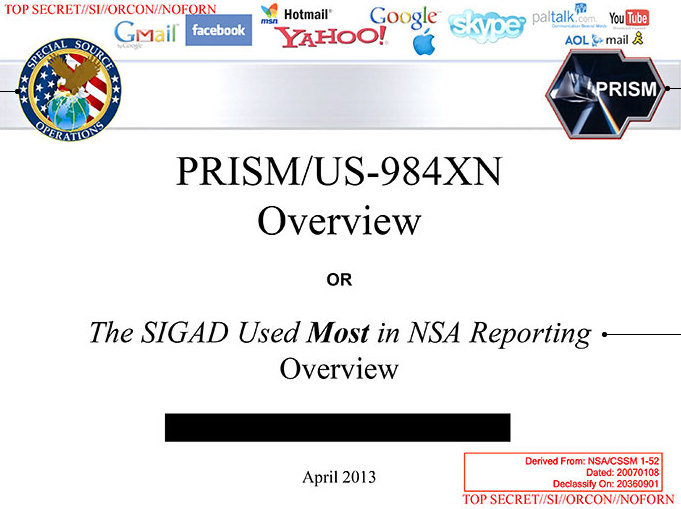
封面
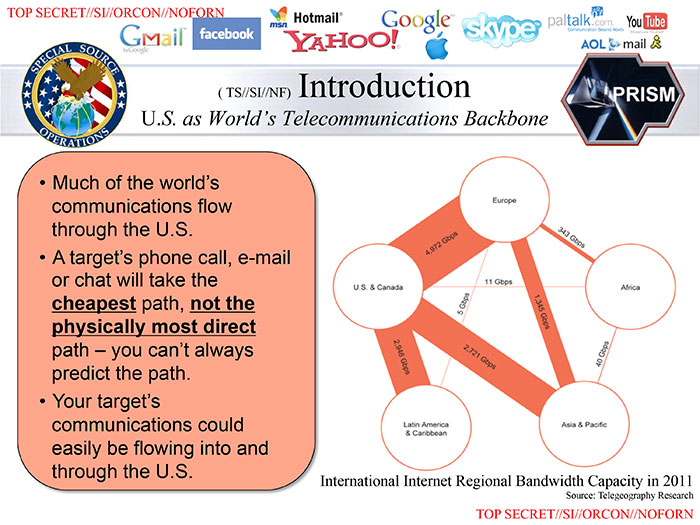
幻灯片“介绍”：美国作为世界的通信骨干
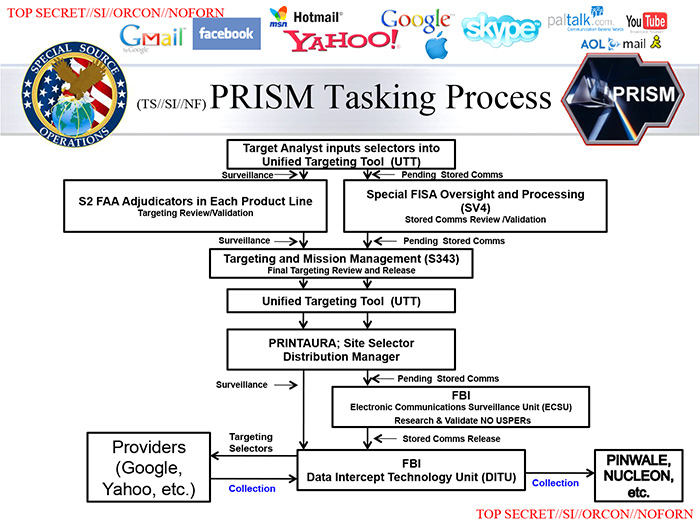
业务流程
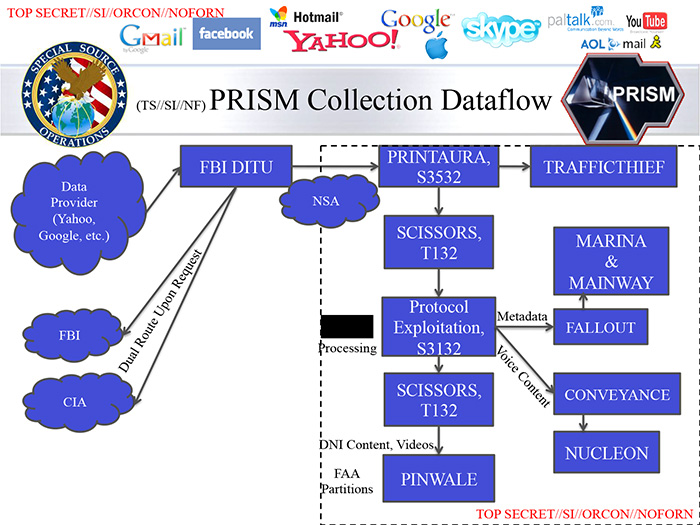
数据流
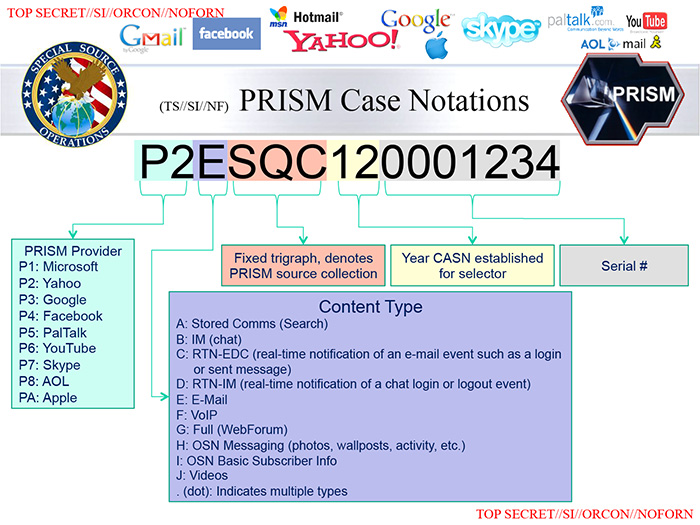
案件编号格式

### 雅虎聲明表示受NSA威脅
2007年和2008年，美國政府曾威脅雅虎：如果雅虎不按照美國國安局（NSA）的棱鏡計劃要求，向其繳交網站的使用者資料，那麼將受到政府每日25萬美元的罰款處罰。2014年9月12日，雅虎官方發表了一份聲明，證實了這份長達1500頁的法庭文件的存在。從這份聲明中可以看出，最終雅虎還是成為向棱鏡計劃提供使用者資料的公司之一。

### 其他国家参与

#### 英国
英國的政府通信总部（GCHQ，与美国国家安全局对应的信号情报（SIGINT）机构）最早从2010年6月起就能访问PRISM系统，并在2012年使用该計劃的數據撰写了197份报告。PRISM讓GCHQ得以绕过正式法律手续來取得所需的个人资料。

## 反应

### 被指稱参与PRISM项目的公司

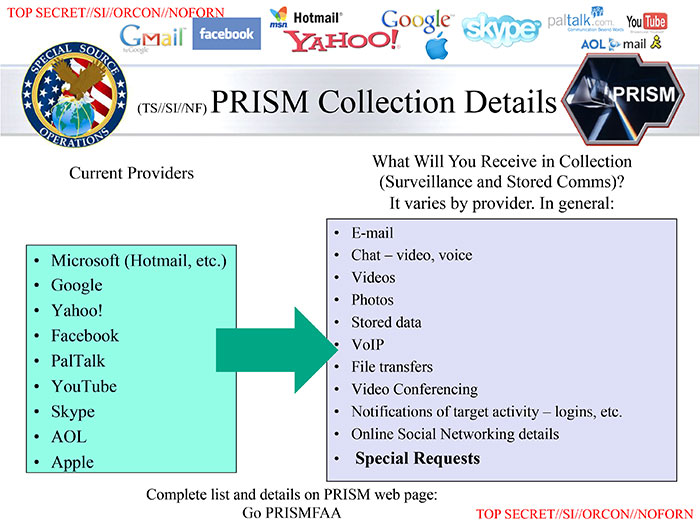
這張幻灯片显示了参与PRISM的公司及其提供的数据的类型
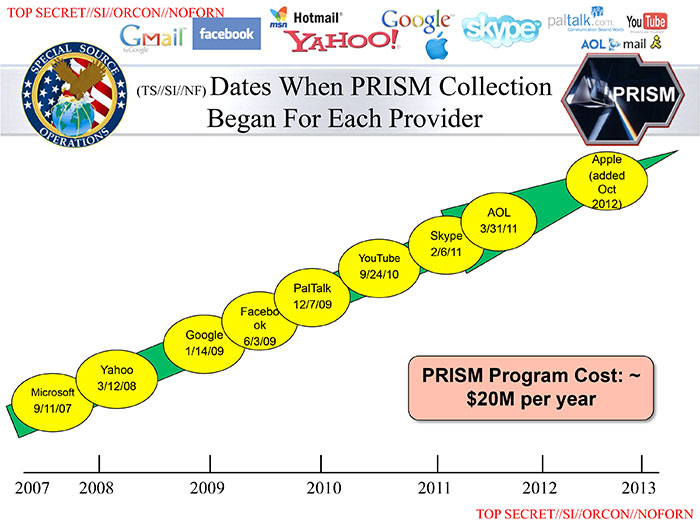
该幻灯片显示了参与PRISM项目的公司及其加入时间

数名高级技术行政人员向《卫报》表示自己对PRISM或类似项目完全不知情。各家公司对媒体的声明如下。
- Facebook：「我们不向任何机构提供对Facebook服务器的直接访问。当Facebook收到有关个人信息的请求时，我们会審慎地审查这類请求以确保其符合所有适用法律，且只在法律要求的限度内提供信息。」[原文 1][21]
- Google：「Google深切地关心用户数据的安全性。我们依据法律向政府透露用户資料，并认真评估所有的這類要求。人们有时声称我们在自己的系统内设置了政府后门，但Google没有为政府访问用户私人資料而设置的后门。」[原文 2][21]Google也另外在其官方網誌上发表了由该公司首席执行官和首席法务官联合署名的文章，称「我们没有加入任何给予美国政府—或是任何其他政府—对我們服务器直接访问的計劃。」[22]
- 蘋果公司：「我们从未听说过PRISM。我们不对任何政府机构提供对我们服务器的直接访问，并且任何对客户数据提出请求的政府机构都必须得到法庭的核准。」[原文 3][23]
- 微軟：「我们只有在收到具有法律效力的命令或传票时才会提供客户数据，从不会主動提供。另外，我们只会遵从有关特定账户或标识符的请求。如果政府有更大範圍收集客户数据的自願參與計劃，我们不会参与到其中。」[原文 4][21]
- 雅虎：「雅虎十分认真地对待用户隐私。我们不对政府提供对我们的服务器、系统、或网络的直接访问。」[原文 5][21]
- Dropbox：「目前為止我们看到了一些報導指稱Dropbox可能被要求参与一项名为PRISM的政府計劃。我们不是任何类似計劃的一部分，并继续致力于保护我们用户的隐私。」[原文 6][21]

美联社形容这些公司的声明经过「字斟句酌」（carefully worded），且不排除国家安全局持續收集在线通信内容的可能性。
此外，硅谷大公司试图公布有关这些项目的更多信息。Google要求美国政府允许其公开联邦法庭密令的数量和范围。Twitter和微软等科技公司都对此举表示声援。

### 美国政府和政界人士
在《卫报》和《华盛顿邮报》的报道刊出不久后，美国国家情报总监James Clapper发布了一份声明，证实了美国政府在长达近六年的时间里一直以保卫国家安全为由，利用诸如Google和Facebook等大型互联网服务公司收集位于美国境外的外国人的信息。声明中指出，《卫报》和《华盛顿邮报》的文章报道了根据《外国情报监视法》（FISA）第702节进行的通信内容收集活动，而这些报道內容包含许多错误。他继续表示，第702节是一项FISA条文，旨在协助获取美国境外的非美籍人士的情报信息，法條不能用在针对任何美国公民、任何其他美国人士（U.S. person）、或任何位于美国境内的个人。Clapper在声明的最后称：「未经授权而揭露關於此重要且完全合法之計劃的行為应受到谴责，也將使对美国人民安全的重要保障受到威胁。」
2013年6月8日，Clapper又发表了一份题为《关于依据外国情报监视法第702节收集情报的事实》的声明，內容称PRISM「不是秘密的数据收集或計劃」，而是「一个政府内部计算机系统、用于协助政府在法庭的监督下依法从电子通讯服务商处收集外国情报信息」。
美国总统奥巴马也为政府的监听项目做了辩护，称「有关互联网和电子邮件的計劃不适用于美国公民，也不适用于生活在美国境内的人」，並表示「不仅国会完全了解该計劃，且外国情报监视法法庭也做出了授权。」
國家安全局前高級官員兼告發人威廉·賓內（William Binney）表示PRISM只是各種情報來源的管道之一。「電信公司讓NSA進入他們的通訊線路。那些NSA裝在AT&T和威訊光纖機房裡的Narus裝置無法收集到所有的資訊。他們可以獲得大多數的資訊，但他們無法獲得全部。所以為了能取得完全的資訊，他們必須讓電信公司幫助填補那些空白。這就是PRISM計劃的目的—填補空白。該計劃也讓聯邦調查局能夠在法庭上使用這些證據。」
美國參議員马克·尤德尔和朗·威登在2011年指控，政府刻意曲解愛國者法案第三章段落摘要第215節，讓聯邦調查局能夠執行不特定的國內監聽活動，而這樣的行為不完全符合法律的架構。在2013年6月，威廉·賓內證實了參議員的指控。

### 非政府组织
美国公民自由联盟对有关PRISM的报道发表了声明。该组织副法律总监Jameel Jaffer表示：「过去两天发表的报道證明了这個事实：国家安全局，作为軍事單位的一部分，现在可以直接访问美国人民数位生活中的每个角落」、「不受检查的政府监视行为对民主自由构成了严重威胁。这些报道提醒我们：国会已经向行政机构提供了太多的权利使其能够侵犯个人隐私、现存的公民自由保障严重不足、以及不受任何公众问责、完全秘密执行的权力必将被滥用。」同时，该组织还在曼哈顿联邦地区法院提起诉讼，旨在制止国家安全局在这方面的部分做法。
电子前哨基金会上传了影像、纪录了副总统拜登和奥巴马在不同时期，对有关责问的回应。此外，电子前哨基金会还和Mozilla基金会、Reddit等发起了StopWatching.Us，收集民众签名，联署要求美国议会公布NSA的整个监视计划内容。
粉碎稜镜（prism-break.org），由Peng Zhong设立的网站，與电子前哨基金会並沒有任何正式關係。「粉碎稜鏡」列出众多非盈利组织所撰寫發佈的各種自由软件，從取代Windows和Mac OS的作業系統，到各式各樣的常用软件，以及去中心化的网路服务（電子郵件、雲端儲存和運算等等），都列出了功能、優缺點的比較，以便让人们取代涉及稜鏡計劃的公司，以及他們所製作的、以盈利为目的或者封閉源碼之商业软件和服务，来保护隐私，躲避例如美國、英國政府的监控。

### 其他国家或地区
- 德国：德国联邦数据保护和信息自由专员彼得·沙爾（德语：Peter Schaar）对PRISM計劃表示谴责，称之为「可怕的」（monstrous）。[40]
- 欧盟：欧洲议会荷兰籍议员Sophie in 't Veld（英语：Sophie in 't Veld）認為，PRISM「違反了欧盟法律」。[41]
- 中华人民共和国：中華人民共和國外交部發言人華春瑩表示，中華人民共和國亦是網絡攻擊的受害者，希望中美雙方冷靜客觀看待有關問題。[42]
- 香港特別行政區：香港行政长官梁振英发表声明表示，香港特別行政區政府将按法律和既定程序处理此事，亦会跟进任何香港机构或香港人的私隐或其他权利被侵犯的事件[43]。

### 政治人物
- 德國總理默克爾：據傳美國國安局已監聽默克爾長達11年。默克爾強烈譴責間諜行動，並要求美國國安局立即停止監聽行為。
- 巴西總統羅塞夫：對被監聽極為憤怒，要求美國公開道歉[44]。

## 引言原文
1. ↑  原文：We do not provide any government organization with direct access to Facebook servers. When Facebook is asked for data or information about specific individuals, we carefully scrutinize any such request for compliance with all applicable laws, and provide information only to the extent required by law.
2. ↑  原文：Google cares deeply about the security of our users' data. We disclose user data to government in accordance with the law, and we review all such requests carefully. From time to time, people allege that we have created a government ‘back door' into our systems, but Google does not have a backdoor for the government to access private user data.
3. ↑  原文：We have never heard of PRISM. We do not provide any government agency with direct access to our servers, and any government agency requesting customer data must get a court order.
4. ↑  原文：We provide customer data only when we receive a legally binding order or subpoena to do so, and never on a voluntary basis. In addition we only ever comply with orders for requests about specific accounts or identifiers. If the government has a broader voluntary national security program to gather customer data we don't participate in it.
5. ↑  原文：Yahoo! takes users' privacy very seriously. We do not provide the government with direct access to our servers, systems, or network.
6. ↑  原文：“We've seen reports that Dropbox might be asked to participate in a government program called PRISM. We are not part of any such program and remain committed to protecting our users' privacy
7. ↑  英文原題：Facts on the Collection of Intelligence Pursuant to Section 702 of the Foreign Intelligence Surveillance Act